# Sydney Penny
Sydney Margaret Penny (ur. 7 sierpnia 1971 w Nashville, Tennessee) – amerykańska aktorka.

## Życiorys
Jej przodkowie byli węgierskiego, irlandzkiego, szkockiego, angielskiego, francuskiego i chorwackiego pochodzenia. Ma czwórkę rodzeństwa (braci Grega i Billa oraz siostry Patrycię i Sandrę). Rodzice związani z show biznesem (ojciec Hank Penny – gitarzysta country i matka Shari Penny – piosenkarka) od dziecka zabierali ją na swoje występy. Na scenie pojawiła się po raz pierwszy w wieku 3,5 roku śpiewając własną kompozycję „My Little Pony”. W 1977 roku wystąpiła w swojej pierwszej reklamie (zabawek). Później występowała w reklamach Jello, Barbie, McDonald’s. Pierwszą większą rolę odtworzyła w 1983 roku, kiedy w miniserialu Ptaki ciernistych krzewów zagrała małą Meggie Cleary. Za tę kreację zdobyła uznanie krytyki. Do dzisiaj grywa regularnie – głównie w serialach i filmach telewizyjnych (m.in. Wszystkie moje dzieci, Santa Barbara, Moda na sukces, Sunset Beach, Beverly Hills 90210). Za rolę Julii Santos Keefer w serialu Wszystkie moje dzieci, w 1995 roku otrzymała nominację do nagrody Emmy.

## Życie prywatne
Zna cztery języki: angielski, francuski, włoski i hiszpański. Jej hobby to gotowanie i poznawanie lat 30. i 40. XX wieku. Uprawia pływanie, surfing, jazdę na nartach wodnych, kickboxing i jazdę konną. Ma 163 cm wzrostu, jest szatynką o brązowych oczach. Od 30 września 1995 jest żoną producenta Roberta L. Powersa. Ma syna Chasena Augusta (ur. 31 maja 2007).

## Filmografia
- 1970 – Wszystkie moje dzieci jako Julia Santos Keefer (1993–1996, 1997, 2002)
- 1979 – Nocny jeździec jako Melissa Hollister
- 1981 – Through the Magic Pyramid jako księżniczka Ankelsen
- 1981 – Patricia Neal Story jako Tessa Dahl
- 1981 – Big Stuffed Dog jako Lily
- 1981 – Dear Teacher jako Gloria
- 1982 – Capture of Grizzly Adams jako Peg Adams
- 1982–1987 – Fame jako Susan Marshall (gościnnie)
- 1982–1986 – T.J. Hooker jako Katie Coats (gościnnie)
- 1982–1988 – St. Elsewhere jako Melissa Greeley (gościnnie)
- 1983 – Two Kinds of Love jako Elizabeth
- 1983 – Ptaki ciernistych krzewów jako młoda Meggie Smith
- 1984 – Getting Physical jako Ramona
- 1984–1993 – Santa Barbara jako B.J. Walker Lockridge (1992–1993)
- 1985 – Niesamowity jeździec jako Megan Wheeler
- 1985 – Half Nelson (gościnnie)
- 1985 – Czwarty król jako Shameir
- 1985–1989 – Strefa mroku jako Mary Miletti (gościnnie)
- 1986 – Hypier Sapien : People from Another Star jako Robyn
- 1986–1988 – New Gidget jako Dani Collins-Griffin
- 1986 – Wiadomości o jedenastej jako Melissa Kenley
- 1987 – Moda na sukces jako Samantha Kelly (2003–2005)
- 1988 – Bernadette jako Bernadette
- 1988 – Matka i córka jako Rosetta
- 1990–2000 – Beverly Hills, 90210 jako Josie Olivier (2000)
- 1991 – Dziecię ciemności, dziecię światłości jako Margaret Gallagher
- 1994 – W oku węża jako Malika
- 1996 – Zagubione serca jako Maxine
- 1997 – Smoke Screens jako Corrine
- 1997–1999 – Sunset Beach jako Meg Cummings (#2) (1999)
- 1998 – Pionek jako Megan
- 1998 – Oczarowany jako Natalie Ross
- 1998–1999 – Zatoka Marlina jako Jennifer Worth
- 2001–2003 – Largo jako Joy Arden
- 2001 – Largo Winch : The Heir jako Joy Arden
- 2005 – McBride : Przerwana terapia jako Daphne Blake
- 2006 – Skrywana przeszłość jako Eliza
- 2012 – Żona z internetu jako Georgia
- 2015 – Zabójcza namiętność jako Gabby Emery; film TV